# 圣阿芒雅尔图代
圣阿芒雅尔图代（法語：Saint-Amand-Jartoudeix，法語發音：[sɛ̃.t‿amɑ̃ ʒaʁtudɛ]）是法国克勒兹省的一个市镇，属于盖雷区。

## 地理
圣阿芒雅尔图代（45°54'51"N, 1°39'31"E）面积18.74 平方千米，位于法国新阿基坦大区克勒兹省，该省份为法国中部省份，位于法國中央高原西北部，北起安德尔省和谢尔省，西接维埃纳省，南至科雷兹省，东临多姆山省，东北与阿列省接壤。
与圣阿芒雅尔图代接壤的市镇（或旧市镇、城区）包括：蒙布谢、圣瑞尼安-拉布勒热尔、圣皮埃尔谢里尼亚、圣普里耶斯帕吕、维日河畔索维亚。

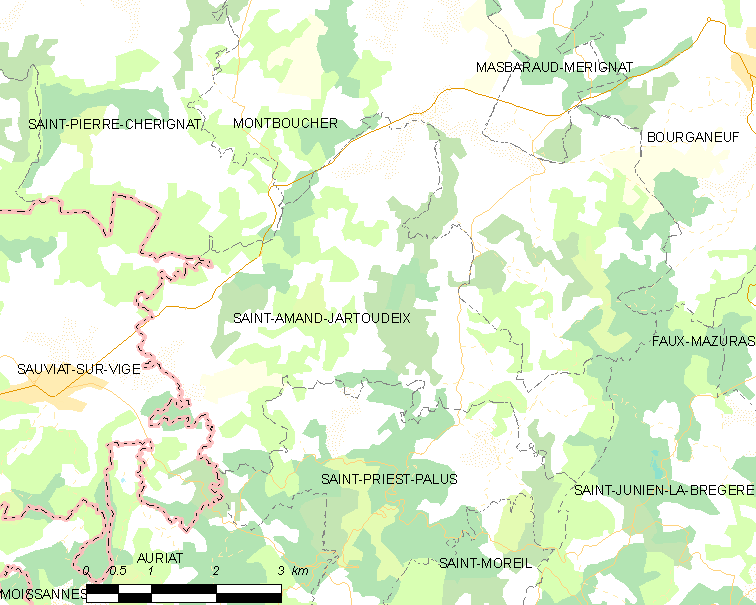
圣阿芒雅尔图代的OSM定位图

圣阿芒雅尔图代的时区为UTC+01:00、UTC+02:00（夏令时）。

## 行政
圣阿芒雅尔图代的邮政编码为23400，INSEE市镇编码为23181。

## 政治
圣阿芒雅尔图代所属的省级选区为布尔加讷夫县。

## 人口

1962-2008年间圣阿芒雅尔图代人口变化图示

圣阿芒雅尔图代于2022年1月1日时的人口数量为152人。